# Het verdriet van België (serie)
Het verdriet van België is een vijfdelige Belgisch-Nederlands-Frans-Zwitserse dramaserie uit 1994 naar de gelijknamige roman van Hugo Claus. De regie was in handen van Claude Goretta. De serie werd in 2019 uitgezonden op de BRTN.

## Rolverdeling
| Acteur            | Personage         |
| ----------------- | ----------------- |
| Daan Hugaert      | Leevaert          |
| Dirk Roofthooft   | nonkel Florent    |
| Jan Hammenecker   | officier Gestapo  |
| Louis Bogaerts    | nonkel Omer       |
| Marianne Basler   | Constance         |
| Marilou Mermans   | zuster Koede      |
| Marissa Berenson  | madame Laura      |
| Mathias Engelbeen | Louis (11 jaar)   |
| Rik van Uffelen   | Staf              |
| Ronny Coutteure   | nonkel Robert     |
| Ronny Cuyt        | Louis (volwassen) |